# Лејк Ланд'О (Вирџинија)
Лејк Ланд'О (енгл. Lake LandOr) насељено је место без административног статуса у америчкој савезној држави Вирџинија.

## Демографија
По попису из 2010. године број становника је 4.223.
| Група             | 2000.    | 2010.         |
| Белци             | 0 (0,0%) | 2.905 (68,8%) |
| Афроамериканци    | 0 (0,0%) | 875 (20,7%)   |
| Азијати           | 0 (0,0%) | 36 (0,9%)     |
| Хиспаноамериканци | 0 (0,0%) | 255 (6,0%)    |
| Укупно            | 0        | 4.223         |